# Aleksander Valkenpert
Aleksander Valkenpert (* 19. Oktober 1908 in Reval; † Oktober 1980) war ein estnischer Fußballspieler.

## Karriere
Aleksander Valkenpert spielte in seiner Fußballkarriere mindestens von 1932 bis 1936 beim VVS Puhkekodu Tallinn in der estnischen Meisterschaft. Größte Erfolge waren dabei zwei Vizemeisterschaften in den Jahren 1932 und 1935.
Zwischen 1935 und 1938 absolvierte Valkenpert neun Länderspiele für die estnische Fußballnationalmannschaft. Mit der Nationalelf nahm er 1935 und 1936 am Baltic Cup teil.